# Clef Vallée d'Eure
Clef Vallée d'Eure is een gemeente in het Franse departement Eure (regio Normandië). De plaats maakt deel uit van het arrondissement Les Andelys. Clef Vallée d'Eure is op 1 januari 2016 ontstaan door de fusie van de gemeenten La Croix-Saint-Leufroy, Écardenville-sur-Eure en Fontaine-Heudebourg. De gemeente telde 2.490 inwoners op 1 januari 2022.

## Geografie
De oppervlakte van Clef Vallée d'Eure bedraagt 25,59 vierkante kilometer; de bevolkingsdichtheid is 97,3 inwoners per km² (per 1 januari 2019).

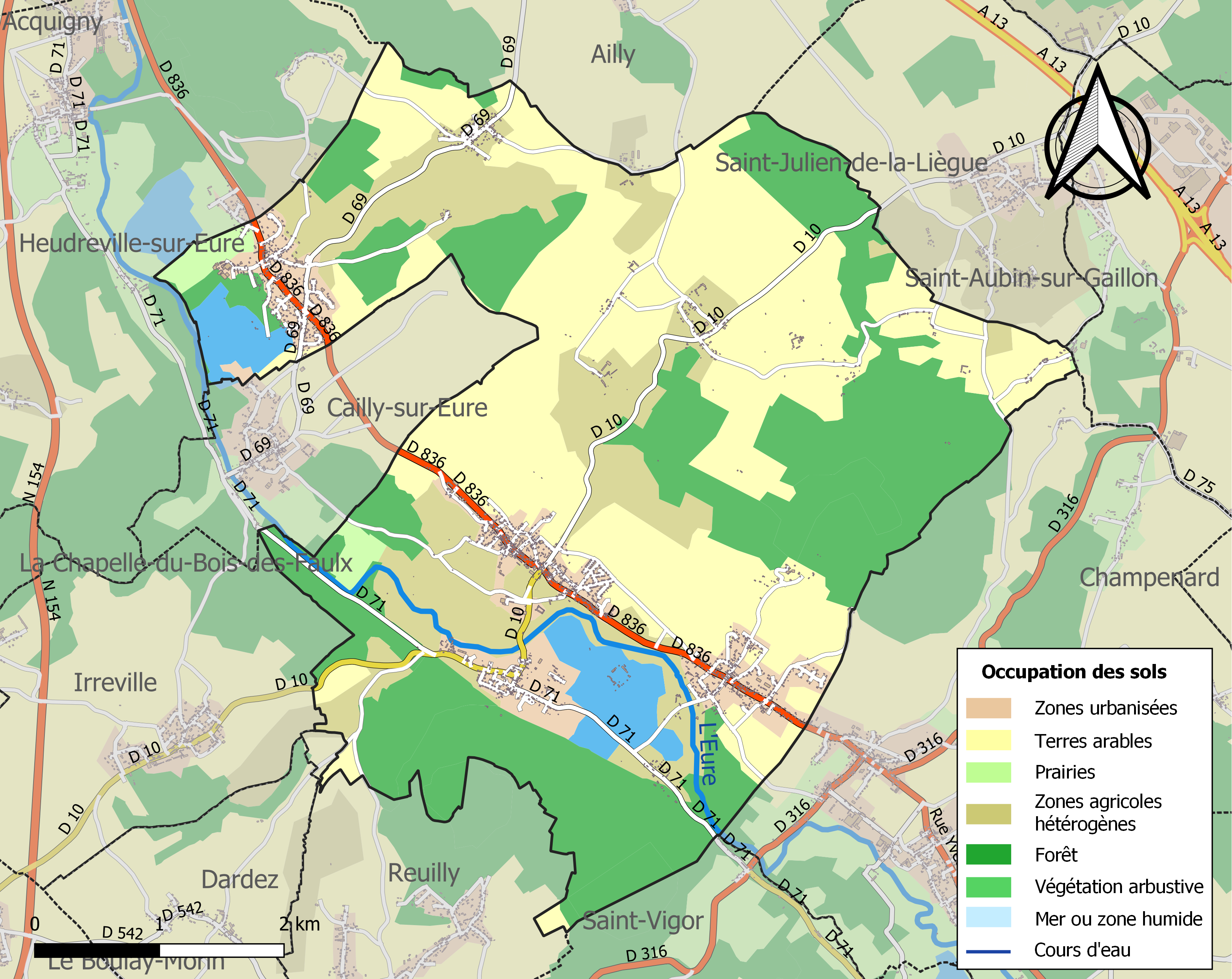
Kaart van de gemeente met belangrijkste infrastructuur, bodemgebruik en omliggende gemeenten